# Antelope (Dacota do Sul)
Antelope é uma Região censo-designada localizada no estado norte-americano de Dakota do Sul, no Condado de Todd.

## Demografia
Segundo o censo norte-americano de 2000, a sua população era de 867 habitantes.

## Geografia
De acordo com o United States Census Bureau tem uma área de 
5,9 km², dos quais 5,9 km² cobertos por terra e 0,0 km² cobertos por água.

## Localidades na vizinhança
O diagrama seguinte representa as localidades num raio de 28 km ao redor de Antelope. 